# Бродбент, Панч
Гарольд Лоутон (Панч) Бродбент (англ. Harold Lawton 'Punch' Broadbent; 13 июля 1892, Оттава — 5 марта 1971, Оттава) — канадский профессиональный хоккеист, нападающий. Выступал в НХА с 1912 по 1915 год, в НХЛ с 1918 по 1929 год. Четырёхкратный обладатель Кубка Стэнли (1920, 1921, 1923 — в составе «Оттава Сенаторз», 1926 — в составе «Монреаль Марунз»), рекордсмен НХЛ по продолжительности серии результативных игр (только голы), лучший бомбардир НХЛ в сезоне 1921/22 годов, член Зала хоккейной славы с 1962 года.

## Спортивная карьера
Бродбент начал свою хоккейную карьеру в любительских лигах Оттавы — своего родного города — и в 1911 и 1912 годах доходил с двумя местными клубами до плей-офф Межпровинциального любительского хоккейного союза (англ. Interprovincial Amateur Hockey Union, IPAHU) — ведущей канадской любительской хоккейной лиги. В 1912 году он уже играл на частичном контракте в профессиональном клубе Национальной хоккейной ассоциации «Оттава Сенаторз». Два года спустя он провёл в составе «Сенаторов» особенно удачный сезон, забросив в 20 матчах регулярного сезона 24 шайбы, что помогло оттавскому клубу выйти в финал Кубка Стэнли. После поражения в Кубке Стэнли от «Ванкувер Миллионерз» Бродбент ушёл на фронт и вернулся с мировой войны только в 1918 году обладателем Воинской медали за проявленную отвагу.
В сезоне 1918/19 годов Бродбент снова был принят в состав «Оттава Сенаторз», за время его отсутствия ставших клубом НХЛ. В следующие шесть сезонов он три раза становился с клубом обладателем Кубка Стэнли в составе одной из лучших в НХЛ троек нападения вместе с Фрэнком Найбором и Саем Деннени, а его высший личный успех пришёл к нему в неудачном для «Сенаторов» сезоне 1921/22 годов. На  протяжении этого сезона он забросил за 24 игры рекордные для своей карьеры 32 шайбы и сделал 14 результативных передач, став лучшим бомбардиром НХЛ. В этом сезоне он также забрасывал как минимум одну шайбу в течение 16 игр подряд, побив предыдущий рекорд лиги, принадлежавший Джо Мэлоуну. Этот рекорд Бродбента не побит по настоящее время.
На пике карьеры Бродбент демонстрировал не только хорошие бомбардирские качества, но и жёсткий, агрессивный стиль игры как в атаке (многие считают его первым настоящим хоккейным пауэр-форвардом), так и в обороне. В каждом из сыгранных за Оттаву сезонов, за исключением рекордного, число полученных штрафных минут значительно превосходило число набранных очков. Его игра в атаке и постоянная готовность к физической борьбе принесли Гарольду Бродбенту прозвище «Панч» (англ. Punch — «Удар»).
На протяжении почти всей карьеры Панч Бродбент оставался верен родному городу. Дошло до того, что, когда в 1920 году его попытались продать в Гамильтон, он в ответ объявил об окончании карьеры. В итоге он потерял полгода, но сумел вернуться в «Оттава Сенаторз», где в том сезоне провёл всего девять матчей. Только перед сезоном 1924/25 годов «Сенаторы» продали Бродбента вместе с ещё одним ведущим игроком, Клинтом Бенедиктом, в новый клуб НХЛ «Монреаль Марунз». Высказывалось мнение, что причиной сделки было ухудшение игры Бродбента, но тот сумел доказать критикам их неправоту, забросив 7 января 1925 года пять шайб в ворота «Гамильтон Тайгерз». В следующем сезоне монреальский клуб при участии Бродбента, получившего к этому моменту прозвище «Старик Локти» (англ. Old Elbows), выиграл Кубок Стэнли. Показатели Бродбента в плей-офф ярко характеризуют стиль его игры в это время: в восьми матчах он забросил две шайбы, но при этом набрал 36 минут штрафа.
В 1927 году Бродбент на один сезон вернулся в Оттаву, но уже в сезоне 1927/28 годов был продан в одну из первых команд, представлявших США в НХЛ, — «Нью-Йорк Американс». Сезон с «Американс» стал последним в его игровой карьере.
В 1962 году Панч Бродбент был избран членом Зала хоккейной славы, а через четыре года членом Зала спортивной славы Оттавы. Он умер в марте 1971 года, в возрасте 78 лет.

## Статистика выступлений
Статистика до начала выступлений в НХЛ приводится по данным Зала хоккейной славы, после начала выступлений в НХЛ — по базе данных HockeyDB
| 1908-9           | Оттава Эмметс        | OCHL             | 6   | 14  | 0  | 14  | 6   | 2  | 1  | 0 | 1  | 0  |
| 1909-10          | Оттава Секондс       | OCHL             | 2   | 3   | 0  | 3   | 5   | —  | —  | — | —  | —  |
| 1909-10          | Халл Воланс          | LOVHL            | 1   | 0   | 0  | 0   | 0   | —  | —  | — | —  | —  |
| 1909-10          | Оттава Клиффсайдс    | IPAHU            | -   | -   | -  | -   | -   | 3  | 1  | 0 | 1  | 6  |
| 1910-11          | Оттава Клиффсайдс    | OCHL             | 2   | 2   | 0  | 2   | 6   | —  | —  | — | —  | —  |
| 1910-11          | Оттава Клиффсайдс    | IPAHU            | 6   | 14  | 0  | 14  | 18  | 1  | 0  | 0 | 0  | 3  |
| 1911-12          | Оттава Нью-Эдинбургс | IPAHU            | 10  | 20  | 0  | 20  | 39  | 4  | 7  | 0 | 7  | 0  |
| 1912-13          | Оттава Сенаторз      | НХА              | 20  | 20  | 0  | 20  | 15  | —  | —  | — | —  | —  |
| 1913-14          | Оттава Сенаторз      | НХА              | 17  | 6   | 7  | 13  | 61  | —  | —  | — | —  | —  |
| 1914-15          | Оттава Сенаторз      | НХА              | 20  | 24  | 3  | 27  | 115 | 5  | 3  | 0 | 3  | —  |
| 1915             | Оттава Сенаторз      | Кубок Стэнли     | —   | —   | —  | —   | —   | 3  | 3  | 0 | 3  | —  |
| 1918-19          | Оттава Сенаторз      | НХЛ              | 8   | 4   | 2  | 6   | 12  | 5  | 2  | 3 | 5  | 28 |
| 1919-20          | Оттава Сенаторз      | НХЛ              | 20  | 19  | 4  | 23  | 39  | 4  | 0  | 0 | 0  | 3  |
| 1920             | Оттава Сенаторз      | Кубок Стэнли     | —   | —   | —  | —   | —   | 4  | 0  | 0 | 0  | 3  |
| 1920-21          | Оттава Сенаторз      | НХЛ              | 9   | 4   | 1  | 5   | 6   | 2  | 0  | 2 | 2  | 4  |
| 1921             | Оттава Сенаторз      | Кубок Стэнли     | —   | —   | —  | —   | —   | 4  | 2  | 0 | 2  | 0  |
| 1921-22          | Оттава Сенаторз      | НХЛ              | 24  | 32  | 14 | 46  | 24  | 2  | 0  | 1 | 1  | 8  |
| 1922-23          | Оттава Сенаторз      | НХЛ              | 24  | 14  | 0  | 14  | 32  | 2  | 0  | 0 | 0  | 2  |
| 1923             | Оттава Сенаторз      | Кубок Стэнли     | —   | —   | —  | —   | —   | 6  | 6  | 1 | 7  | 12 |
| 1923-24          | Оттава Сенаторз      | НХЛ              | 22  | 9   | 4  | 13  | 44  | 2  | 0  | 0 | 0  | 2  |
| 1924-25          | Монреаль Марунз      | НХЛ              | 30  | 15  | 4  | 19  | 75  | —  | —  | — | —  | —  |
| 1925-26          | Монреаль Марунз      | НХЛ              | 36  | 12  | 5  | 17  | 112 | 4  | 2  | 1 | 3  | 14 |
| 1926             | Монреаль Марунз      | Кубок Стэнли     | —   | —   | —  | —   | —   | 4  | 1  | 0 | 1  | 20 |
| 1926-27          | Монреаль Марунз      | НХЛ              | 42  | 9   | 5  | 14  | 88  | 2  | 0  | 0 | 0  | 0  |
| 1927-28          | Оттава Сенаторз      | НХЛ              | 43  | 3   | 2  | 5   | 62  | 2  | 0  | 0 | 0  | 0  |
| 1928-29          | Нью-Йорк Американс   | НХЛ              | 44  | 1   | 4  | 5   | 59  | 2  | 0  | 0 | 0  | 2  |
| За карьеру в НХЛ | За карьеру в НХЛ     | За карьеру в НХЛ | 302 | 122 | 45 | 167 | 553 | 45 | 13 | 8 | 21 | 98 |